# جيمس تريسي ويليام
جيمس تريسي ويليام (بالإنجليزية: James Tracy Hale) هو محامي وقاضي وسياسي أمريكي، ولد في 14 أكتوبر 1810 في الولايات المتحدة، وتوفي في 6 أبريل 1865 في الولايات المتحدة. حزبياً، نشط في الحزب الجمهوري. وقد انتخب عضو مجلس النواب الأمريكي.